# 머치슨강

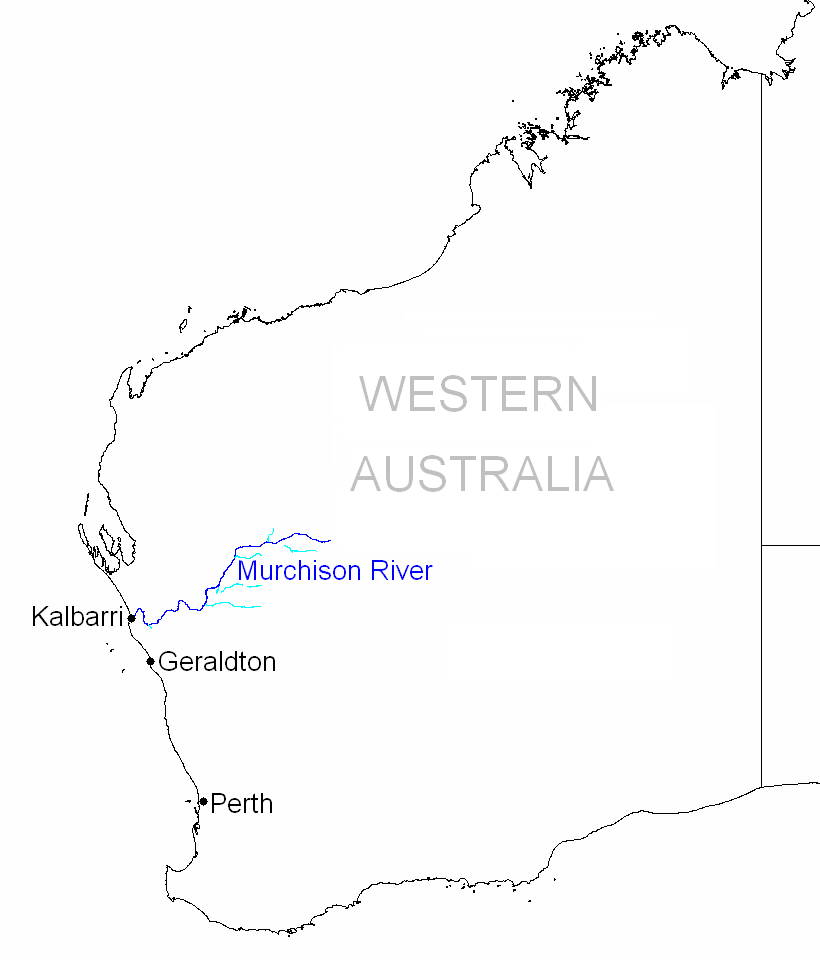
머치슨강의 위치 지도

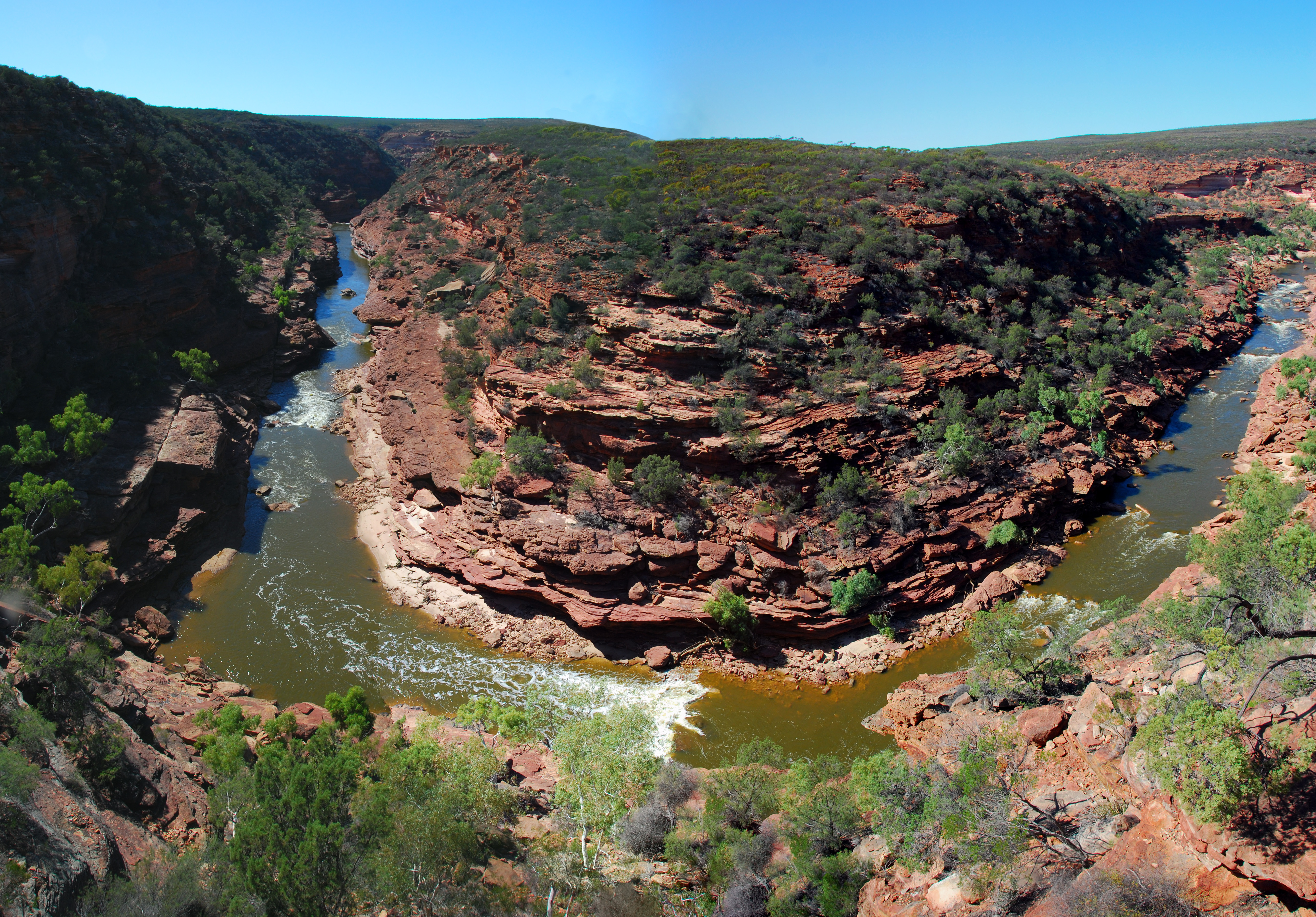
머치슨 협곡

머치슨강(Murchison River)은 오스트레일리아 웨스턴오스트레일리아주에서 두 번째로 가장 긴 강으로 길이는 820km다. 로빈슨산맥 남쪽 끝에서부터 칼바리에 있는 인도양으로 흐른다.